# Toxomerus pictus
Toxomerus pictus är en tvåvingeart som först beskrevs av Macquart 1842.  Toxomerus pictus ingår i släktet Toxomerus och familjen blomflugor. Inga underarter finns listade i Catalogue of Life.